# 双葉社
株式会社双葉社（ふたばしゃ）は、東京都新宿区に本社を置く日本の出版社である。

## 概要
1948年5月に設立。当初は大衆娯楽路線を追求していたが、雑誌、漫画から新書や文庫や単行本などの書籍まで様々な分野を取り揃える総合出版社となっている。
看板雑誌は『週刊大衆』と『漫画アクション』。
1958年創刊の『週刊大衆』は色と欲とスキャンダル路線を採用して、徳間書店の『アサヒ芸能』、日本ジャーナル出版の『週刊実話』と並ぶ、ブルーカラーと水商売向けの週刊誌として定着している。
一方、1967年創刊の『漫画アクション』（創刊者清水文人）は、劇画路線をとる青年漫画誌のパイオニアである。『ルパン三世』（モンキー・パンチ）、『子連れ狼』（小池一夫 / 小島剛夕）、『博多っ子純情』（長谷川法世）、『じゃりン子チエ』（はるき悦巳）、『くるくるパーティー』（いしいひさいち）、『かりあげクン』（植田まさし）、『クレヨンしんちゃん』（臼井儀人）などの国民的ヒット作を連発していた。1990年代後半以降は今ひとつヒットに恵まれなかったが、2000年代後半からは『モリのアサガオ』（郷田マモラ）や『鈴木先生』（武富健治）、『星守る犬』（村上たかし）、『この世界の片隅に』（こうの史代）、『orange』（高野苺）といった話題作をコンスタントに送り出している。
書籍では、『週刊大衆』にて1969年から連載された阿佐田哲也の『麻雀放浪記』の単行本がベストセラーとなる。1984年には『漫画アクション』連載の関川夏央のノンフィクション『海峡を越えたホームラン』が第7回講談社ノンフィクション賞を受賞。1990年代はゲーム攻略本も多数出版していた。ポケットベルと携帯電話の着信メロディを扱った書籍は、1998年に大ヒットした『ケータイ着メロ♪ドレミBOOK』を筆頭に、2001年までに累計で600万部を達成した。2001年頃から沖縄関連の書籍を相次いで刊行し、新境地を開いた。また、2000年代には佐伯泰英の『居眠り磐音 江戸双紙』シリーズや、湊かなえの『告白』がベストセラーとなっている。最近では、2015年から始まった『京都寺町三条のホームズ』シリーズや、2016年の『君の膵臓をたべたい』（住野よる）がヒット作となった。

## 歴史
岐阜県岐阜市の米穀商の矢澤領一が「大衆娯楽の殿堂」をモットーに1948年に設立した。社名の由来は、大相撲の横綱だった双葉山。
第二次世界大戦直後の出せば売れる出版ブームに乗って、編集を担当する実弟の矢澤貴一らの兄弟3人で『花形講談』を創刊。その後も、『読切傑作集』『傑作倶楽部』『小説の泉』『大衆小説』『剣豪列伝集』など、大衆読物雑誌を続々と創刊。表紙や誌名が異なっても中身と執筆陣は代わり映えせず、社長の矢澤はこれを「キャラメル戦法」と称していた。
1952年から1953年にかけて、本社を岐阜市から東京都へ移転。千代田区の神田神保町を経て、新宿区神楽坂に本社を据えた。さらに1984年に同区東五軒町に新社屋を建立して移転した。
1955年、新潮社が出版社系週刊誌としては初となる『週刊新潮』を創刊し、新聞社でなければ週刊誌は不可能と言われた当時の常識を打ち破った。これを受けて双葉社は、3年後の1958年に『週刊大衆』を創刊。出版社系では3番目に創刊された週刊誌となる。さらに『週刊実話特報』や『推理ストーリー』などを続いて創刊した。また『世界秘境シリーズ』や『別冊実話特報』」などの実話系・秘境路線を担当していた編集者の竹下一郎は、後に大陸書房を興している。
1963年8月、出版部を新設し、書籍の刊行を開始。
1967年に『漫画ストーリー』の執筆陣による週刊漫画雑誌『Weekly漫画アクション』が創刊され、他社からも同1967年の少年画報社『ヤングコミック』、翌1968年の小学館『ビッグコミック』と秋田書店『プレイコミック』などが続き、青年漫画誌の創刊ラッシュとなった。先行する同系統の漫画誌『週刊漫画TIMES』（芳文社）、『漫画サンデー』（実業之日本社）、『週刊漫画ゴラク』（日本文芸社）とともに青年漫画誌を定着させた。
1970年に矢澤一族は大手証券会社系の会社に双葉社を譲渡して、一族会社から脱皮する。社外から洋紙会社社長の瀬川雄章が社長に就任するが、この人事に社員が反発して経営陣と対立。混乱の中で瀬川が急死すると『漫画アクション』を創刊した清水文人が後継の社長となり、以後は双葉社の出身者が経営トップに就任するようになっている。
1973年1月に『小説推理』を創刊。同誌が主催する小説推理新人賞は、大沢在昌を生んでいる。
1984年4月、文庫レーベル『双葉文庫』の刊行を開始。
1985年4月、女性コミック誌『Jour』を創刊。
1987年から家庭用ゲーム機ファミリーコンピュータ（ファミコン）の攻略本を手がけるようになり、1980年代のファミコン全盛期には「ファミコン冒険ゲームブック」を刊行、1990年代には雑誌『ファミコン4コマ王国』を創刊し「4コマまんが王国」シリーズを刊行、2000年代には「4コマKINGDOM」シリーズを刊行するなど、数多くのゲーム系の書籍を刊行している。こうした経緯から攻略本からアンソロジーに至るゲーム系書籍全般に強みがあったが、「4コマまんが王国」の実質的終息やゲーム雑誌廃刊に伴う攻略本出版の減少などを受け、かつての勢いはなくなりつつある。またこの流れからパチンコの攻略本を出すようになり、『パチンコ攻略マガジン』の創刊に繋がった。
2014年には『モンスター文庫』を創刊し、ライトノベル分野に参入。モンスター文庫から新文芸単行本レーベルのMノベルス、WEB発小説に特化したコミカライズレーベルのモンスターコミックスが派生した。

## 雑誌・ムック

### 娯楽雑誌
- 週刊大衆（毎週月曜日発売）：1958年4月創刊[7]
- EX大衆（毎月15日発売）：2003年10月創刊[8]（「週刊大衆」増刊扱い）、2005年7月独立創刊[9]

### コミック雑誌
- 漫画アクション（毎月第1・第3火曜日発売）：1967年7月創刊[10]、2003年9月休刊、2004年4月複刊[11]
- JOUR（毎月2日発売）：1985年4月創刊[12]
- アクションピザッツ（毎月21日発売）：1991年9月創刊[13]

### ムック
- 韓国TVドラマガイド（偶数月20日前後発売）：2005年10月創刊[14]
- Bravo ski：1981年10月創刊[15]
- Fall Line：2006年10月創刊[16]
- グレートメカニック

### 電子コミック雑誌
- 毒りんごcomic：2016年3月創刊[17]
- comic marginal：2017年3月創刊[18]。BL誌
- Chillche：2023年3月に「comic marginal &h」（2019年11月創刊）からリニューアル創刊。BL誌

### 休・廃刊

#### 娯楽雑誌[注 1]
- 週刊大衆 パパラッチ
- 週刊大衆 シャイ!
- 増刊週刊大衆（1998年8月創刊[19]、2015年12月刊行終了）
- 週刊大衆ヴィーナス（2009年9月創刊[20]、2018年7月休刊）

#### コミック雑誌[注 1]
- 別冊週刊大衆漫画Story（創刊年不明、1962年休刊）[21] - 後継誌は「マンガストーリー」
- マンガストーリー（1962年創刊、1974年休刊）[22] - 後継誌は「週刊パワァコミック」
- 漫画オール娯楽
- コミックミステリー（1968年創刊、1974年休刊[23]）
- 別冊漫画アクション（1968年創刊、1983年休刊）[24] - 後継誌は「別冊アクション」
- パピヨン（1972年創刊、1974年刊行終了）
- 週刊パワァコミック（1974年創刊、1978年休刊）[25]
- コミックギャング（1976年8月創刊[26]）
- 漫画ギャング
- 週刊少年アクション（1975年創刊、1976年休刊）[27]
- アクションデラックス（1979年創刊、1980年刊行終了）[28]
- 100てんコミック（1981年創刊、1983年休刊）[29]
- アクションヒーロー（1981年創刊、1985年休刊）[30]
- 漫画アルタ（1982年創刊、1984年休刊[31]）
- 劇画Aクラス麻雀（1982年創刊、1990年休刊[32]）
- 月刊スーパーアクション（1983年創刊、1987年休刊）[33][34]
- 別冊アクション（1983年創刊、1986年休刊）[35] - 後継誌は「COMICアクションキャラクター」
- COMICアクションキャラクター（1986年創刊、1991年休刊）[36]
- Ami jour（1986年創刊、1994年休刊[37]）
- COMIC SHOP HAMBURGER（1986年）
- ビジネスアクション（1987年創刊、1988年休刊）[38][39]
- アクションBROTHER（1987年創刊、1989年刊行終了[40]）
- ギャグアクション（1987年）※赤塚不二夫責任編集
- まんがアクションランド（1988年創刊、1996年休刊[41]）
- Young Jour（1989年創刊、1990年休刊[42]）
- 漫画アクション増刊王（1990年創刊、年内刊行終了）[43]
- コミック麒麟様（1990年）
- COMIC Mr.ゴルフ（1991年創刊、1999年休刊[44]）
- ファミコン4コマ王国（1993年創刊[45]）→コミックファミコン王国（1993年）→コミックゲーム王国（1994年、1996年休刊[46]）
- メンズアクション（1993年独立創刊、2006年休刊）[47]
- メンズヤング（1995年創刊、2012年休刊）[48]
- アクションヤング（1996年創刊、2000年休刊）[49]
- 漫画大衆（2000年創刊、2007年刊行終了[50]）
- まんがタウン（2000年創刊[51]、2023年刊行終了）
- スーパーロボットマガジン（2001年創刊、2003年刊行終了）
- まんがタウンオリジナル（2002年創刊、2006年刊行終了）
- もえよん（2004年創刊、2005年刊行終了）
- コミックハイ!（2004年創刊、2015年刊行終了）
- パチンコ10番勝負（2005年創刊、2014年休刊）[52]
- メンズヤングスペシャル雷（2007年創刊、2011年刊行終了）[53]
- 爆裂!!パチンコ10番勝負（2009年創刊、2013年刊行終了）
- A-ZERO（2008年創刊、2009年刊行終了）[54]
- アクションピザッツSP（2008年創刊[13]、2015年休刊）
- アクションピザッツDX（2008年創刊、2019年休刊）[13]
- COMICすもも（2010年創刊、2013年刊行終了）[55]
- パチスロ激魂（2011年創刊、2014年刊行終了）[56]
- 月刊アクション（2013年5月創刊、2024年2月休刊）

#### 電子コミック雑誌
- JOUR Sister（2015年4月創刊[57]、2021年2月終了）

#### 趣味の雑誌[注 1]
- 小説推理（1961年12月創刊[58]、2025年6月休刊[59]）
- Nintendo Kids（2001年創刊、2004年刊行終了）
- あの国でこれがやりたい!（1999年創刊、2012年移管）[60][61] ※Vol.48以降はアルクに移管（vol.50にて休刊）
- クレージーバス（Crazy Bass）（2000年8月創刊、2001年休刊。2002年3月26日復刊、2003年休刊）
- JILLE（2001年創刊、2014年休刊）[62]
- EDGE STYLE（2009年創刊、2010年6月独立創刊、2014年休刊）[63]
- クロスワードDayスペシャル（1992年創刊、1993年休刊）[64]
- Figue（フィグ）（2011年創刊、2014年刊行終了[65]）
- クロスワードDay（発行：ペーパーハウス、2019年日本エディターズに移管）
- パチンコ攻略マガジン（発行：プラントピア、1987年創刊、2020年休刊）→月刊パチマガスロマガ（発行：プラントピア、2020年創刊、2021年休刊[66]）
- パチスロ攻略マガジンドラゴン（発行：プラントピア、1990年創刊、2020年休刊）
- 映画秘宝（2020年復刊、2022年休刊）

#### ムック[注 1]
- 陶磁郎（1995年創刊、2006年刊行終了）[67]
- つくる陶磁郎（1997年創刊、2009年刊行終了）[68]
- &home（2004年創刊、2013年移管）[69][70] ※Vol.37以降はエフジー武蔵に移管
- ザ・モーグル（1993年創刊、2005年休刊）[71][72]
- Violetta（2015年3月創刊[73]、2015年10月刊行終了）
- 3DCGシリーズ
- サッカー批評：1998年4月創刊[74]
- girls!（旧名：Girls!）：1999年2月創刊[75]
- フォトコンライフ（発行：ナイスク）：2000年3月創刊[76]
- FREESKiiNG：2006年11月創刊[77]
- soto：2012年6月創刊[78]
- 声優MEN

#### その他（分類不明）
- 花形講談（1948年創刊）
- 読切傑作集
- 読切雑誌
- 傑作倶楽部
- 夫婦実話
- 読切娯楽小説（1953年創刊[79]）
- 小説の泉（1953年創刊[79]、1972年休刊）
- 読切傑作集
- 別冊 読切傑作集（1954年創刊）
- 読物娯楽版（1955年創刊）
- 別冊 大衆小説（1956年創刊）
- 実話特報（1956年創刊）
- 別冊実話特報（1956年創刊）
- 別冊 小説の泉（1957年創刊）
- 別冊 読切傑作集（1957年創刊）
- 別冊 傑作倶楽部（1957年創刊）
- 週刊実話特報（1959年創刊）
- 読切時代小説（1960年創刊）
- 別冊週刊大衆（1960年創刊[80]）
- 週刊特ダネ実話（1960年創刊）
- 読切文庫（1964年創刊、1972年休刊[81]）
- オール娯楽（1965年創刊）
- 漫画と小説（1967年創刊、1968年休刊[82]）
- 現代小説（1967年創刊、1973年休刊[83]）
- 別冊現代小説（1968年創刊、1972年休刊[84]）
- 剣豪小説（1968年創刊、1972年休刊[85]）
- 小説劇場（1969年創刊、1972年休刊[86]）
- 週刊特ダネ（1970年創刊、1972年休刊[87]）
- 別冊小説推理（1975年創刊、1977年休刊[88]）
- サラリーマン実益情報（1978年10月創刊、1982年休刊[89]）
- 男性自身（1979年7月創刊、1981年休刊[90]）
- 月刊実話TIMES（1982年創刊、1988年休刊[91]）
- MiL（1985年創刊、1998年休刊）[92]
- AVハウス（1988年創刊、1990年休刊[93]）
- Mannish（マニッシュ）（1997年創刊、2001年休刊[94]）

## WEBマガジン
- 日刊大衆
- ふねぽ
  - ふたまん＋
  - サッカー批評Web
  - BRAVO MOUNTAIN
  - COLORFUL
  - がうがうモンスター＋
  - 漫画アクションポータル
  - 電脳奇談
  - WEB 声優MEN with girl
  - 韓国TVドラマガイド ONLINE
- webアクション
- まんがクレヨンしんちゃん.com
- ピンズバNEWS
- 双葉社 THE CHANGE

### かつて存在したWEBサイト
- COMIC SEED!（2006年4月28日創刊、2008年6月30日休刊）
- WEBコミックハイ!（2008年8月20日創刊、2013年4月10日休刊）
- 乙女ハイ!
- WEBコミックアクション
- TABILISTA（2022年12月31日休刊）[95]
- 双葉社Webマガジン（2022年8月終了）
- EXweb（2023年12月15日終了）
- げつあくWEB（2023年5月オープン[96]、2024年終了）

## 書籍

### 文庫レーベル
- 双葉文庫（1982年5月創刊）
- モンスター文庫

#### 過去の文庫レーベル
- いちご文庫ティーンズ・メイト（1989年創刊、1990年12月刊行停止）

### 単行本レーベル
- Mノベルス
- Mノベルスf

### 新書レーベル
- 双葉社ジュニア文庫
- FUTABA NOVELS

#### 過去の新書レーベル
- 双葉新書（1964年1月創刊、1981年8月刊行停止、2009年12月新装刊、2016年1月刊行停止）

### 漫画レーベル
- アクションコミックス
  - coinsアクションオリジナル
- ジュールコミックス
- マージナルコミックス
- モンスターコミックス
- モンスターコミックスf

#### 過去の漫画レーベル
- パワァコミックス（1974年9月創刊）
- 100てんランドコミックス（1981年11月創刊、1983年刊行停止）
- アルタコミックス（1982年創刊、1984年刊行停止）

### ムックレーベル
- FUTABASHA SUPER MOOK

## 映像作品
※製作委員会参加作品

### アニメ
- 女子高生 GIRL'S-HIGH
- ひとひら
- ぽてまよ
- こどものじかん
- TO（トゥー）（OVA）
- つぐもも
  - 継つぐもも
- 王様ゲーム The Animation
- 踏切時間
- 京都寺町三条のホームズ
- 奴隷区 The Animation
- うちのメイドがウザすぎる！
- 超可動ガール1/6
- 女子かう生
- ノブナガ先生の幼な妻
- 魔王様、リトライ！
- ピーター・グリルと賢者の時間
  - ピーター・グリルと賢者の時間 Super Extra
- 進化の実～知らないうちに勝ち組人生～
  - 真・進化の実～知らないうちに勝ち組人生～
- ヒロインたるもの！～嫌われヒロインと内緒のお仕事～
- 農民関連のスキルばっか上げてたら何故か強くなった。
- 最強陰陽師の異世界転生記
- 異世界召喚は二度目です
- 異世界でもふもふなでなでするためにがんばってます。

#### アニメ映画
- クレヨンしんちゃん 嵐を呼ぶ 歌うケツだけ爆弾!
- クレヨンしんちゃん ちょー嵐を呼ぶ 金矛の勇者
- クレヨンしんちゃん オタケベ!カスカベ野生王国
- クレヨンしんちゃん 超時空!嵐を呼ぶオラの花嫁
- クレヨンしんちゃん 嵐を呼ぶ黄金のスパイ大作戦
- クレヨンしんちゃん 嵐を呼ぶ!オラと宇宙のプリンセス
- クレヨンしんちゃん バカうまっ!B級グルメサバイバル!!
- クレヨンしんちゃん ガチンコ!逆襲のロボとーちゃん
- クレヨンしんちゃん 爆睡!ユメミーワールド大突撃
- クレヨンしんちゃん 襲来!!宇宙人シリリ
- クレヨンしんちゃん 爆盛!カンフーボーイズ〜拉麺大乱〜
- クレヨンしんちゃん 新婚旅行ハリケーン 〜失われたひろし〜
- クレヨンしんちゃん 激突! ラクガキングダムとほぼ四人の勇者
- クレヨンしんちゃん 謎メキ!花の天カス学園
- クレヨンしんちゃん もののけニンジャ珍風伝
- しん次元! クレヨンしんちゃん THE MOVIE 超能力大決戦 〜とべとべ手巻き寿司〜
- この世界の片隅に (映画)
- 君の膵臓をたべたい

### 実写映画
- 遥かなる甲子園
- 夕凪の街 桜の国
- 大阪ハムレット
- BALLAD 名もなき恋のうた
- 刺青 匂ひ月のごとく
- 告白 (2010年の映画)
- 星守る犬
- 王様ゲーム
- 映画 鈴木先生
- 永遠の0
- 奴隷区 僕と23人の奴隷
- orange -オレンジ-
- 少女
- 暗黒女子
- ユリゴコロ
- DESTINY 鎌倉ものがたり
- 九月の恋と出会うまで
- カラダ探し
- 赤ずきん、旅の途中で死体と出会う。
- セフレの品格

## エンジェル出版
エンジェル出版は、主として成年コミックを取り扱う関連会社として1998年4月に設立された。営業部部員は双葉社の社員が兼務し、社長は双葉社取締役の庄盛克也が務める。成年向け漫画雑誌『ANGEL倶楽部（エンジェルクラブ）』と単行本レーベルとして「エンジェルコミックス」を主に発行している。
ただし、エンジェル出版の設立直後に成年向け漫画作品の移管が全面的に行われた訳ではなく、2000年代に入ってからも「成人指定マーク」なしのコンビニ売り誌『メンズヤング』や『メンズアクション』などとその掲載作品の単行本に関しては、引き続き双葉社から刊行されていた。双葉社の『漫画アクション』が低迷した時期には実質的に漫画部門を成人向け作品が占めていた実情などもあわせ、双葉社の主力レーベル「アクションコミックス」は一般向け作品と成人向け作品が特に区別されていない渾然とした状態が続いた。
2012年以後、成人向け作品の単行本は全面的にエンジェル出版の取り扱いに変更された。これにより、掲載誌が双葉社発行でも掲載作品の単行本化はエンジェル出版の発行となり、版元が異なるのが常態となっている。この変更が行われた過渡期に発表されていた作品の一部には、続刊中にレーベル変更になった作品もある。“エンジェルコミックスで刊行される双葉社発行雑誌”としては、おもに『アクションピザッツ』系列の各誌が該当する。
2012年から2014年の時期においては、成年コミック指定のある『エンジェルクラブ』掲載作品の単行本は「成年コミック」マークつき、指定のない『アクションピザッツ』系掲載作品の単行本はマークなしという大まかな住み分けがなされていたが、2014年6月以降は後者に対して「18未満」マークの適用が開始された。

### コミック雑誌
- ANGEL倶楽部（エンジェルクラブ）（毎月30日発売）：1998年12月創刊[102]

### 漫画レーベル
- エンジェルコミックス（1998年9月創刊）